# Grunnasjön
Grunnasjön är en sjö i Marks kommun i Västergötland och ingår i Kungsbackaåns huvudavrinningsområde. Sjön är 8 meter djup, har en yta på 0,062 kvadratkilometer och är belägen 159,1 meter över havet. Vid provfiske har abborre fångats i sjön.

## Delavrinningsområde
Grunnasjön ingår i det delavrinningsområde (639204-129022) som SMHI kallar för Utloppet av Västra Ingsjön. Medelhöjden är 99 meter över havet och ytan är 10,02 kvadratkilometer. Räknas de 7 avrinningsområdena uppströms in blir den ackumulerade arean 87,34 kvadratkilometer. Avrinningsområdets utflöde Kungsbackaån (Lindomeån) mynnar i havet. Avrinningsområdet består mestadels av skog (77 procent). Avrinningsområdet har 3,09 kvadratkilometer vattenytor vilket ger det en sjöprocent på 7,6 procent. Bebyggelsen i området täcker en yta av 0,84 kvadratkilometer eller 2 procent av avrinningsområdet.